# Игла (нож)
Боевой нож «Игла» — боевой нож, разработан для замены НВУ (Нож водолазный универсальный) специально для ряда спецподразделений российского флота.

## Конструкционные особенности
За основу был взят нож «Катран» первой версии сконструированный И. Скрылевым как оружие для бойцов «подводного фронта». После нескольких изменений, с целью улучшения эксплуатационных свойств, окончательный вариант был принят на вооружение в некоторых спецподразделениях российского флота. Получил неофициальное название «Морской дьявол».
Боевой нож «Игла» или «Морской дьявол» обладает прочным клинком копьеобразной формы. Клинок однолезвийный с камуфляжным покрытием имеет линейку для замеров. На обухе выполнена серрейторная заточка, предназначенная для резки тросов и сетей из синтетических и натуральных волокон.В основании клинка у гарды сделана прорезь для гибки и ломки проволки. Рукоятка ножа удобна для работы в водолазных перчатках.
Ножны которыми комплектуется нож представляют собой универсальное комбинированное устройство. Ножны выполнены из прочного пластика с отверстиями для слива воды,с встроенными кусачками. Кроме кусачек, на ножнах смонтирована пила и шило, а так же на них находится плоская отвёртка.

## Тактико-технические параметры
- Длина ножа, мм: 319;
- Длина клинка, мм: 173;
- Толщина клинка, мм: 5;
- Ширина клинка, мм: 35;
- Твердость клинка, HRC: 52-56